# Ezuz
Ezuz (hebr. עזוז) – niewielka wieś położona w samorządzie regionu Ramat ha-Negew, w Dystrykcie Południowym, w Izraelu.
Leży w środkowej części pustyni Negew. Na zachód od wioski przebiega granica z Egiptem. Na północ znajduje się tajna baza wojskowa Sił Obronnych Izraela oraz niewielkie lotnisko służące jako awaryjne lądowisko dla samolotów wojskowych.

## Historia

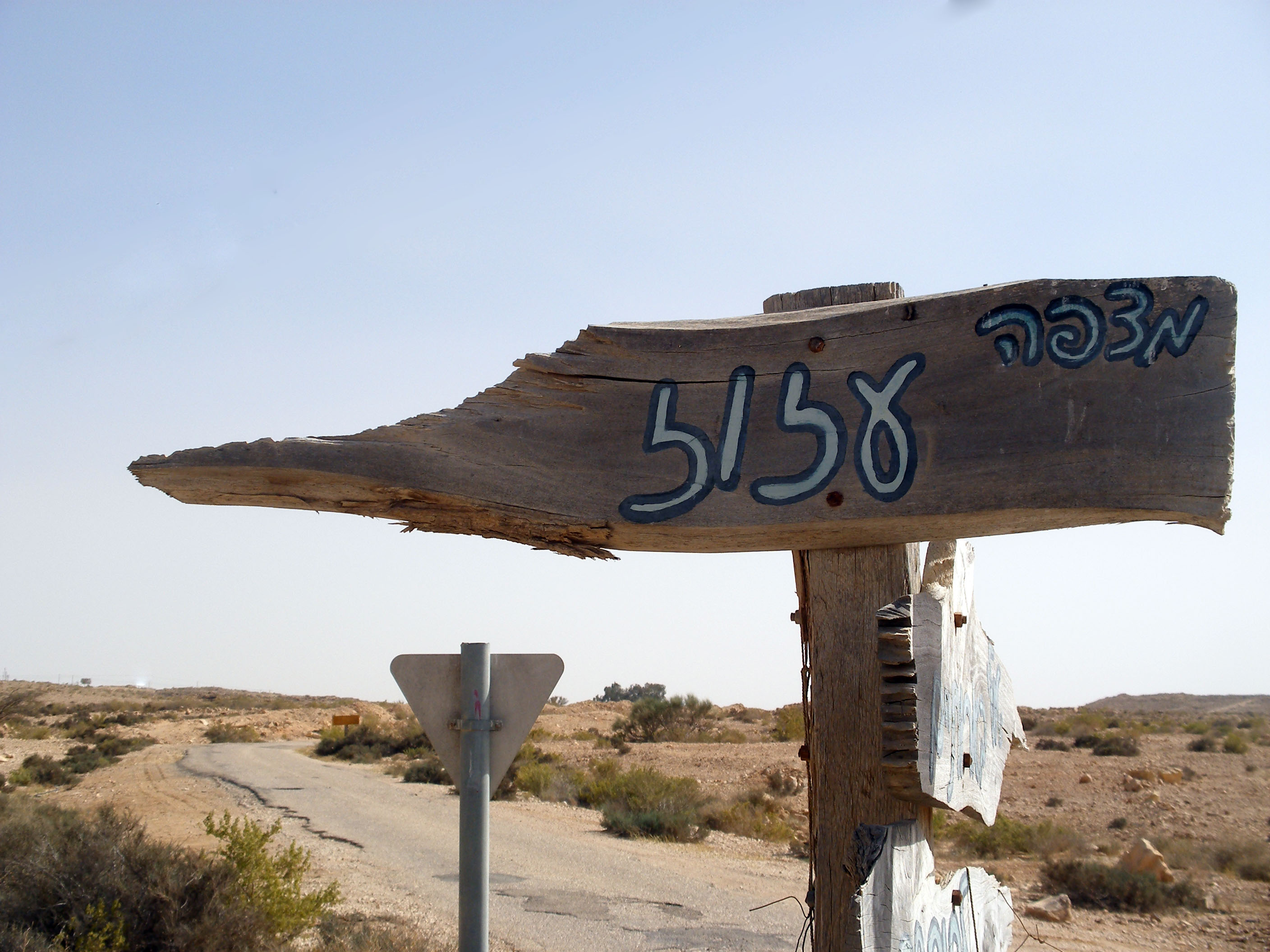
Drogowskaz do Ezuz

Osadę założono w 1985. Odkryto tutaj dwie starożytne studnie: Mosze i Aron. Osiedlili się tutaj artyści z całego świata, nadając temu miejscu niepowtarzalny charakter pośrodku pustyni.

## Gospodarka
Mieszkańcy wioski utrzymują się głównie ze sztuki (rzeźbiarstwa, malarstwa, kutych metali, garncarstwa itp.). Dodatkowo w niewielkim stopniu rozwija się rolnictwo i hodowla kóz. Produkuje się ser kozi, wina i miód.

## Komunikacja
Przez wioskę przebiega lokalna droga, którą jadąc na północ dojeżdża się do bazy wojskowej, lotniska oraz wioski Niccana, lub jadąc na południowy zachód dojeżdża się do drogi ekspresowej nr 10  (Kerem Szalom–Owda).